# Lift Me Up (Lena Katina)
Lift Me Up è un singolo della cantante russa Lena Katina, pubblicato il 24 settembre 2013 come secondo estratto dal primo album in studio This Is Who I Am. 

## Descrizione
Il brano è stato composto da Jasmine Ash cantautrice americana (nota principalmente per aver composto alcuni brani utilizzati per le campagne pubblicitarie di noti marchi negli USA), Jacques Brautbar (anch'egli americano ed ex chitarrista dei Phantom Planet) e dalla stessa Lena Katina. È inoltre il primo singolo pubblicato dopo il divorzio artistico con il suo produttore storico Boris Renskij, che era con lei sin da quando la Katina militava nel duo pop delle t.A.T.u..
La prima esecuzione pubblica è avvenuta il 14 aprile 2013 durante il concerto online tenuto da Lena Katina sulla piattaforma StageIt. Il testo della canzone è ispirato - come spiegato dalla stessa Lena in più occasioni - all'appoggio ricevuto dai fan in occasione di un momento particolarmente difficile della sua carriera artistica.
Il 24 settembre il singolo viene ufficialmente pubblicato su iTunes e sulle altre piattaforme musicali. Il brano è stato inserito nel 2014 nell'album European Fan Weekend 2013 Live registrato a Colonia il 5 ottobre 2013. 
In concomitanza con la pubblicazione di Lift Me Up, viene pubblicata anche la versione in lingua spagnola del brano, Levántame.

## Video musicale
Il 29 maggio 2013, sulla pagina Facebook di Lena Katina, appare l'invito a tutti i fan a inviare una fotografia personale per poterla inserire nel video di Lift Me Up, che verrà girato il mese seguente a Los Angeles dal regista David Lehre per la Vendetta Studios. Nella clip, pubblicata su YouTube il 3 ottobre 2013, Lena e i componenti della sua band si alterneranno ad attaccare su di un muro in mattoni le fotografie dei fan ricevute, sino a formare la scritta "Thank U".
Il 24 settembre, contemporaneamente alla pubblicazione del singolo su iTunes, la videoclip viene diffusa in anteprima mondiale sull'emittente televisiva musicale satellitare Music Box Italia (il produttore esecutivo della clip è italiano) che la trasmetterà in esclusiva in alta rotazione per una settimana. 
Il 28 giugno 2016 viene poi pubblicato il video della versione spagnola Levántame, identico a quello di Lift Me Up, fatta eccezione per il labiale diverso. La clip è stata pubblicata a distanza di tre anni dal video originale per promuovere l'uscita dell'album in spagnolo Esta soy yo.

## Tracce
Download digitale
1. Lift Me Up – 3:22

Levántame (versione spagnola)
1. Levántame – 3:22

Lift Me Up (Remixes)
1. Lift Me Up (Dave Audé Club Remix) – 5:52
2. Lift Me Up (Dave Audé Radio Remix) – 3:44
3. Lift Me Up (Nacho Chapado & Ivan Gomez Club Remix) – 5:26
4. Lift Me Up (Nacho Chapado & Ivan Gomez Radio Remix) – 3:21
5. Lift Me Up (Dirty Valente & Kevin D Remix) – 4:17
6. Lift Me Up (Maxon (De) Remix) – 6:18
7. Lift Me Up (Mykel Mars Remix) – 6:01
8. Levántame (Dave Audé Club Remix) – 5:52
9. Levántame (Dave Audé Radio Remix) – 3:41
10. Levántame (Maxon (De) Remix) – 6:18

## Successo commerciale
Il 15 marzo 2014 la versione remix di Lift Me Up curata da Dave Audé debutta nella classifica americana Dance Club Songs di Billboard in 48ª posizione, per poi raggiungere la 31ª posizione due settimane dopo.

## Classifiche
| Classifica (2014)   | Posizione massima |
| ------------------- | ----------------- |
| Stati Uniti (dance) | 31                |